# Miroslav Holeňák
Miroslav Holeňák (10 febbraio 1976) è un ex calciatore ceco, di ruolo difensore.

## Caratteristiche tecniche
Era un difensore.

## Carriera
Durante la sua carriera professionista, durata circa vent'anni, Holeňák ha vestito le divise di Svit Zlin, Drnovice, Slovan Liberec, Slavia Praga e Mattersburg.
Ha giocato per 7 anni nello Slovan Liberec totalizzando 186 presenze e 3 reti, vincendo il campionato ceco nella stagione 2000-2001.

## Palmarès

### Club

#### Competizioni nazionali
- Campionato ceco: 1

Slovan Liberec: 2000-2001